# Рівне (баскетбольний клуб)
БК «Рівне»  — український баскетбольний клуб з міста Рівне.

## Історія
Минулі назви:
- 1993—1996 БК «Пульсар» Рівне
- 1996—1997 БК «Пульсар-РАЕС» Рівне
- 1997—2016 БК-93 «Пульсар» Рівне
- 2016—2019 «Рівне-ОШВСМ» Рівне
- 2019—   БК «Рівне»

Був заснований в 1993 році з метою популяризації баскетболу в Рівненській області.
Ініціаторами створення баскетбольного клубу «БК-93» були місцеві баскетболісти: Віктор Прищепа, Андрій Матусевич, Володимир Нечипорчук, які разом з тренером Сергієм Шемосюком заклали фундамент майбутнього баскетбольного клубу. Одним з напрямків роботи клубу було створення команди, яка могла б брати участь в національній першості.
Починаючи з 1993 року «Пульсар» пройшов шлях від Другої ліги до Суперліги українського баскетболу.

### 1993—2000
У сезоні 1993—94 років команда стартувала у Другій лізі України, відразу здобувши золоті нагороди чемпіонату та право підвищитися у класі. У наступному сезоні «БК-93» посів п'яте місце в Першій лізі, а через рік піднявся на четверте. Влітку 1996 року була створена  Суперліга, яка була скорочена до 8 команд, а клуб під назвою  «Пульсар-РАЕС»  залишився у другому за силою баскетбольному дивізіоні України та продовжив виступи у Вищій лізі під назвою БК-93 «Пульсар». 
У своєму дебютному сезоні у Вищій лізі БК-93 «Пульсар» посів 4 місце у турнірній таблиці (28 матчів - 12 поразок). У наступному чемпіонаті рівняни до останнього претендували на перемогу у турнірі, утім за додатковими показниками пропустили вперед маріупольський «Азовбаскет» (обидві команди здобули по 34 перемоги в 44 матчах). Маріупольці таким чином підвищилися у класі, а рівняни поступилися у серії у плей-оф за вихід до Суперліги «Нафтохім-Авалю» із Білої Церкви — 86:95 і 84:97 
У сезоні 1998—99 БК-93 «Пульсар» знову перебував серед фаворитів турніру, але 30 перемог у 40 матчах виявилося замало для перемоги у Вищій лізі. Рівняни задовольнилися третім місцем, пропустивши вперед «Львівську Політехніку» (33 перемоги) та «Полтаву-Баскет» (31). 
Лише в сезоні 1999—2000 БК-93 «Пульсар» виграв чемпіонат у Вищій лізі і піднявся до Суперліги. Загалом у 44 матчах рівняни здобули 40 перемог, що на 5 більше, а ніж у другої команди турніру Возко із Возненсенська.

### 2000—2010
У сезоні 2000—01 БК-93 «Пульсар» дебютував у Суперлізі, посівши 5 місце. У наступних двох чемпіонатах рівняни також займали 5 місце в еліті українського баскетболу. 
У сезоні 2003/04 команда посіла 11 місце за підсумками сезону, а в 2004—05 піднялася на 10 місце. У наступних трьох чемпіонатах БК-93 «Пульсар» не потрапляв до десятки кращих команд Суперліги.  
У сезоні 2008—09 вперше в історії європейського баскетболу відбувся поділ національної баскетбольної асоціації. Формально причиною поділу стала відмова ФБУ прийняти певні обмеження. Зокрема, ліміт зарплати, який існує в США, і ліміт для іноземних гравців. Деякі клуби, які не відмовилися від цієї ідеї, об’єдналися в нову лігу – УБЛ, решта залишилися в Суперлізі. Пульсар залишився в Суперлізі, посівши в підсумку 6 місце. У 2009 році після об'єднання двох ліг, а саме УБЛ і Суперліги, клуб змагався в Суперлізі, завершивши сезон 2009/10 на передостанньому, 13-му місці, і вилетів у Вищу лігу. 
Загалом БК-93 «Пульсар» провів 10 сезонів в еліті українського баскетболу. За цей час рівняни провели 383 матчі в Суперлізі, здобувши в них 132 перемоги при 251 поразці. Команда набрала 29345 пунктів, натомість отримала у своє кільце 32363 очка.

### 2010—2020
У наступні роки клуб продовжував виступати у Вищій лізі. Після об’єднання з Обласною школою вищої спортивної майстерності команда отримала назву БK-93 Рівне-ОШВСМ. 7 червня 2017 року клуб був реорганізований і отримав назву БК «Рівне». 
У сезоні 2017—18 дійшов до чвертьфіналу Кубка України. 
Сезон 2018—19 пройшов доволі вдало у Вищій лізі і лише в серії плей-оф програв золоті медалі «Прометею».
Сезон 2019—20 не був дограний через COVID-19.

### 2020—наш час
Сезон 2021—22 в чемпіонській групі клуб йшов на першому місці, але той чемпіонат не дограли через російське вторгнення в Україну. 
Сезон 2022—23 став золотим для БК «Рівне» в Вищій лізі. Рівняни пройшли регулярний чемпіонат без поразок. Лише в чемпіонській групі зазнали єдиної поразки від «Кривбасу» 80:82, але золоті медалі Вищої ліги вдруге в історії все таки здобув БК «Рівне». Ця перемога дозволила команді підвищитися у класі і з наступного сезону виступати в  українській баскетбольній Суперлізі. 
В сезоні 2023—2024 команда вже виступала в елітному дивізіоні. Регулярний сезон БК «Рівне» закінчили на другому місці. В чвертьфінальній серії плей-оф пройшли «Старий Луцьк», а в півфіналі — «Київ-Баскет». 
У фіналі суперниками рівенчан став БК «Дніпро», який переміг в двух зустрічах. Таким чином БК «Рівне» стали володарем срібного комплекту нагород української суперліги, що є найбільшим досягненням в історії клубу.

## Досягнення
Суперліга України 
- Срібний призер (1): 2023—2024

Кубок України 
- Фіналіст (2): 2001—2002, 2024—2025

 Вища Ліга України
- Чемпіон (2): 1999—2000, 2022—23
- Бронзовий призер (2): 1998—99, 2018—19.

## Статистика сезонів
| БК Рівне |           |   |    |    |    |      |             |                    |
| 2016–17  | Вища ліга | 7 | 52 | 21 | 31 | 40,4 | 1/32 фіналу | Михайло Переверзій |
| 2017–18  | Вища ліга |   | 24 | 17 | 7  | 70,8 | 1/4 фіналу  | Михайло Переверзій |
| 2018–19  | Вища ліга | 3 | 60 | 45 | 15 | 75,0 | 1/8 фіналу  | Михайло Переверзій |
| 2019–20  | Вища ліга |   | 28 | 19 | 9  | 67,9 | 1/16 фіналу | Михайло Переверзій |
| 2020–21  | Вища ліга |   | 28 | 24 | 4  | 85,7 |             | Михайло Переверзій |
| 2021–22  | Вища ліга |   | 36 | 26 | 10 | 72,2 |             | Михайло Переверзій |
| 2022–23  | Вища ліга | 1 | 21 | 20 | 1  | 95,2 |             | Михайло Переверзій |
| 2023–24  | Суперліга | 2 | 27 | 19 | 8  |      | 1/4 фіналу  | Михайло Переверзій |
| 2024–25  | Суперліга |   |    |    |    |      | Фінал       | Михайло Переверзій |